# Rio Boura
O Rio Boura é um rio da Romênia afluente do Rio Moldova, localizado no distrito de Suceava,

Iaşi.